# サマー・ホリデー
「サマー・ホリデー」は、1982年7月1日に発売されたシャネルズ（後のラッツ&スター）の7枚目のシングル。

## 収録曲
両曲　作詞：田代マサシ、作曲：鈴木雅之、編曲：シャネルズ・村松邦男
1. サマー・ホリデー
  - アルバム『SOUL SHADOWS』に収録。イントロは田代の語りから始まる。
2. ピンナップ・ガール
  - アルバム未収録。